# Maybe (sång)
Maybe var San Marinos bidrag i Eurovision Song Contest 2014 i Köpenhamn i Danmark. Låten framfördes av Valentina Monetta.